# Бодлив залист
Бодлив залист (Ruscus aculeatus), също див чемшир, миши трън, миши чемшир и самодивски чемшир, е вечнозелено храстовидно растение. Достига на височина от 30 до 60 cm. Притежава силно разклонено стъбло и пълзящо коренище. Крайните клонки на стъблото са плоски и с ланцетна форма, като на върха са бодливо заострени. Върху тях се разполагат недоразвитите листа, които имат вид на люспици. Цветовете са еднополови, двудомни и са по един или няколко по протежение на листовидните клонки в пазвата на едва забележим околоцветник.
Бодливият залист е сенкоиздръжливо растение. Разпространено в някои крайбрежни гори в подлеса. В пределите на България може да достигне до надморска височина от 900 m, като е смятан за рядко растение и събирането му е забранено.